# 格兰多拉联合镇
格兰多拉联合镇（義大利語：Grandola ed Uniti），是意大利科莫省的一个市镇。总面积17平方公里，人口1351人，人口密度79.5人/平方公里（2009年）。ISTAT代码为013111。